# Hel (stacja kolejowa)
Hel – stacja kolejowa w Helu, w powiecie puckim, w województwie pomorskim, w Polsce. Według klasyfikacji PKP ma kategorię dworca turystycznego. Stacja czołowa i koniec linii nr 213. Znajduje się przy ulicy Dworcowej w północnej części miasta. Ze względu na duży ruch turystyczny w okresie wakacji letnich, rozkład jazdy wykazuje znaczne różnice sezonowe.

## Ruch pasażerski
| Rok  | Wymiana roczna | Wymiana pasażerska na dobę | miejsce w Polsce |
| ---- | -------------- | -------------------------- | ---------------- |
| 2017 | 730 000        | 2 000                      |                  |
| 2018 | 803 000        | 2 200                      |                  |
| 2019 | 976 000        | 2 400                      | 99               |
| 2020 | 586 000        | 1 600                      | 98               |
| 2021 | 976 000        | 2 400                      | 83               |
| 2022 |                | 2 700                      |                  |

## Położenie
Stacja kolejowa w Helu znajduje się w północnej części miasta. Zabudowania dworcowe znajdują się przy ulicy Dworcowej i zajmują całą zachodnią zabudowę tej ulicy. Po drugiej stronie torów jest ulica Boczna.

## Historia

### Geneza
W 1918 Polska odzyskała niepodległość. Granice na Pomorzu ustalono dopiero w 1920. Wówczas linia kolejowa z Redy do Pucka (i dalej Krokowej) znalazła się w Polsce. Stacja w Pucku była najbliżej morza położonym obiektem na sieci PKP, dlatego zbudowano w Pucku tymczasowy port wraz z bocznicą kolejową.

### 1921–1945
W 1921 rozpoczęto budowę linii na Mierzei Helskiej. Stacja w mieście Hel powstała w 1922. Linia została częściowo wybudowana na drodze kołowej, co spowodowało tymczasowe odcięcie Helu od sieci drogowej. Dopiero w 1923 koleje ostatecznie odbudowały zniszczoną drogę. Budowa dworców w miejscowościach nadmorskich trwała jeszcze do końca lat 20. XX wieku. W 1928 dobudowano linię ze stacji Hel do portu w Helu. Wówczas to linia 213 osiągnęła swoją maksymalną długość.
W XX-leciu międzywojennym linia ta była obsługiwana przez parowozy OKl27, kursujące na trasie Gdynia – Puck – Gdynia oraz opalane olejem parowozy Tp3, które obsługiwały trasę Puck – Hel – Puck. Pod koniec lat 30. XX wieku na Hel zaczęły docierać pociągi dalekobieżne z Warszawy oraz południa Polski.
Rozbudowa kolei spowodowała rozwój gospodarczy Mierzei Helskiej powodując, że dotychczas rybackie wioski przeistaczały się w kurorty oblegane latem przez turystów z pozostałej części Polski.

### 1945–1989
W PRL ze względu na duże znaczenie militarne Helu, dostęp turystów do Helu był ograniczony. Mogli oni przyjeżdżać do miasta tylko koleją.
W 1979 zaprzestano korzystać z przystanku Hel Bór.
W 1982 zmodernizowano linię na odcinku Władysławowo – Hel. Podczas remontu między innymi wymieniono szyny lekkie na szyny S49.

### Od 1989
W 1998 linia 213 została zmodernizowana i zautomatyzowana. Ruch pociągów jest sterowany w Gdyni. Na stacji pozostała tylko obsługa kasy biletowej.
W marcu 2001 dzięki interwencji i dofinansowaniu samorządu województwa pomorskiego linia została uratowana przed likwidacją.
W 2005 do obsługi połączeń lokalnych pomiędzy Gdynią a Helem zaczęto stosować szynobusy i spalinowe zespoły trakcyjne wyprodukowane przez Pesa Bydgoszcz. W 2006 pojazdy te przejęły całość przewozów poza sezonem. W sezonie letnim ze względu na zwiększenie liczby podróżnych stosowane są składy tradycyjne.
11 listopada 2010 Newag Nowy Sącz przekazał dwa dwuczłonowe SZT SA137, do końca roku zostały jeszcze przekazane 3 z 4 kupionych przez województwo pomorskie pojazdów trójczłonowych SA138, a czwarty z nich pojawił się na początku 2011. Pojazdy te zostały kupione ze środków Regionalnego Programu Operacyjnego dla województwa pomorskiego na lata 2007–2013 i przypisane zostały do obsługi połączeń Kościerzyna – Gdynia – Kościerzyna i Gdynia – Hel – Gdynia. Wyparły one stosowane dotychczas pojazdy wyprodukowane przez bydgoską Pesę.
5 października 2011 podpisano umowę z przedsiębiorstwem Salcef Costruzioni Edili E Ferroviarie na rewitalizację całej linii nr 213. Remont rozpoczął się wiosną 2012 i spowodował od 10 września 2012 czasowe zamknięcia linii. Ze względu na zwiększone przewozy podczas wakacji ruch pociągów został odwieszony na wakacje 2013

## Linia kolejowa
Stacja leży na linii kolejowej nr 213 łączącej Redę z Helem. Linia jest jednotorowa, normalnotorowa, niezelektryfikowana.

## Infrastruktura

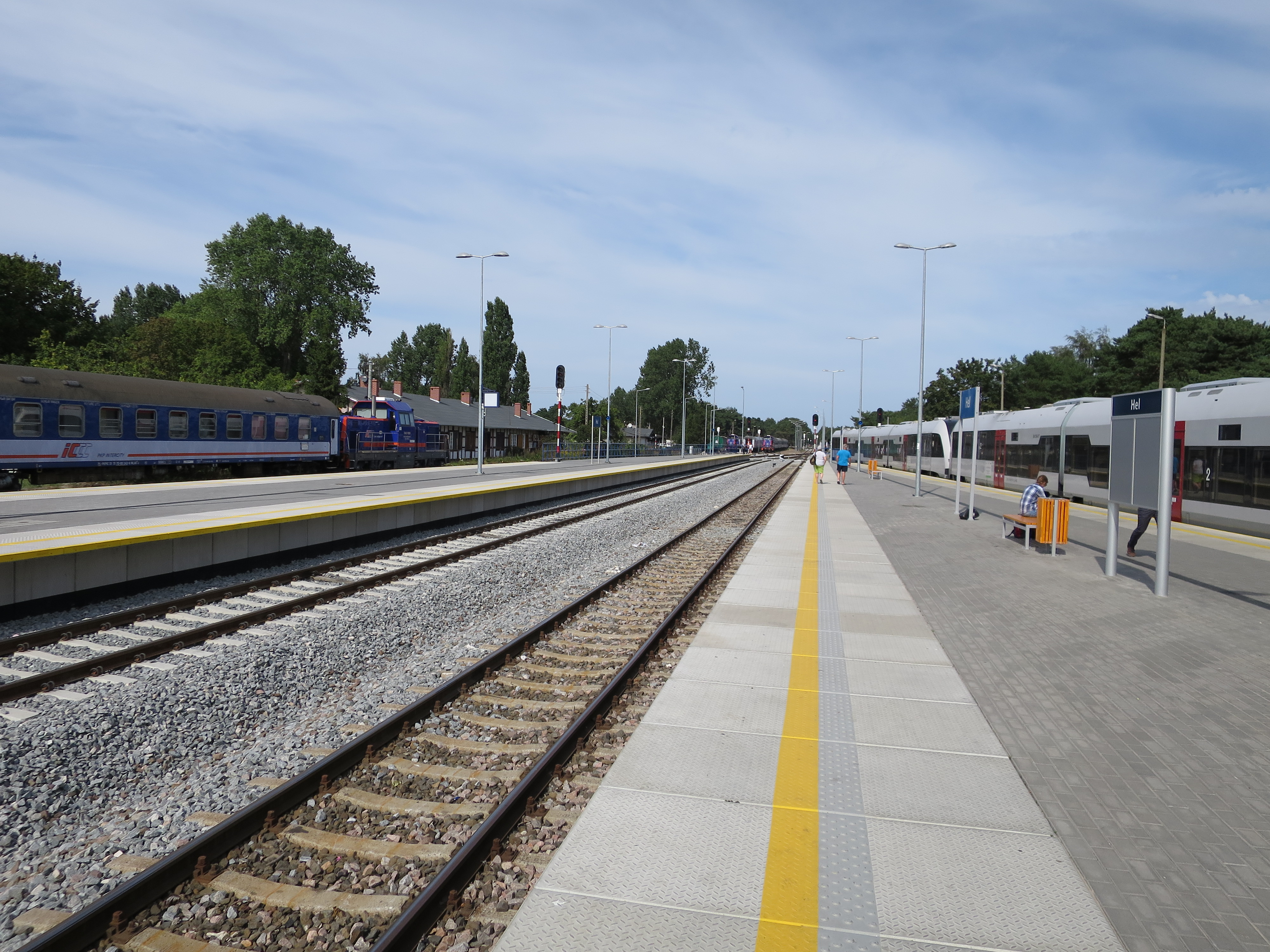
Zmodernizowana stacja kolejowa

Budynek dworca jest wielobryłowy. Główna bryła jest piętrowa z dachem wielospadowym. Pozostałe bryły są parterowe z dachem dwuspadowym z niewielkim nachyleniem dachu. Budynek został wykonany z muru pruskiego. Od strony peronów znajduje się podcień.
Stacja ma dwa perony posiadające łącznie 4 krawędzie peronowe. Perony są niskie, mają nawierzchnię asfaltową. Dojście do peronów jest na poziomie szyn.
W połowie 2015 roku zakończono modernizację stacji, która była realizowana w ramach modernizacji linii nr 213.

## Ruch pociągów

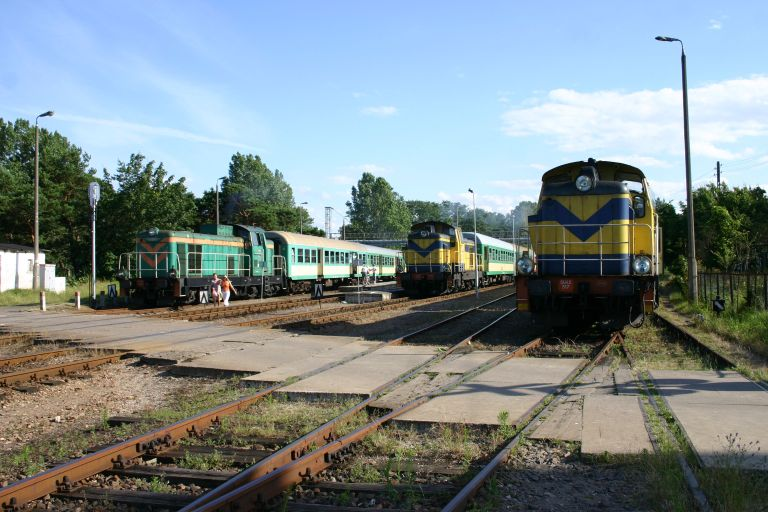
Pociągi na stacji Hel w sezonie letnim (2009)

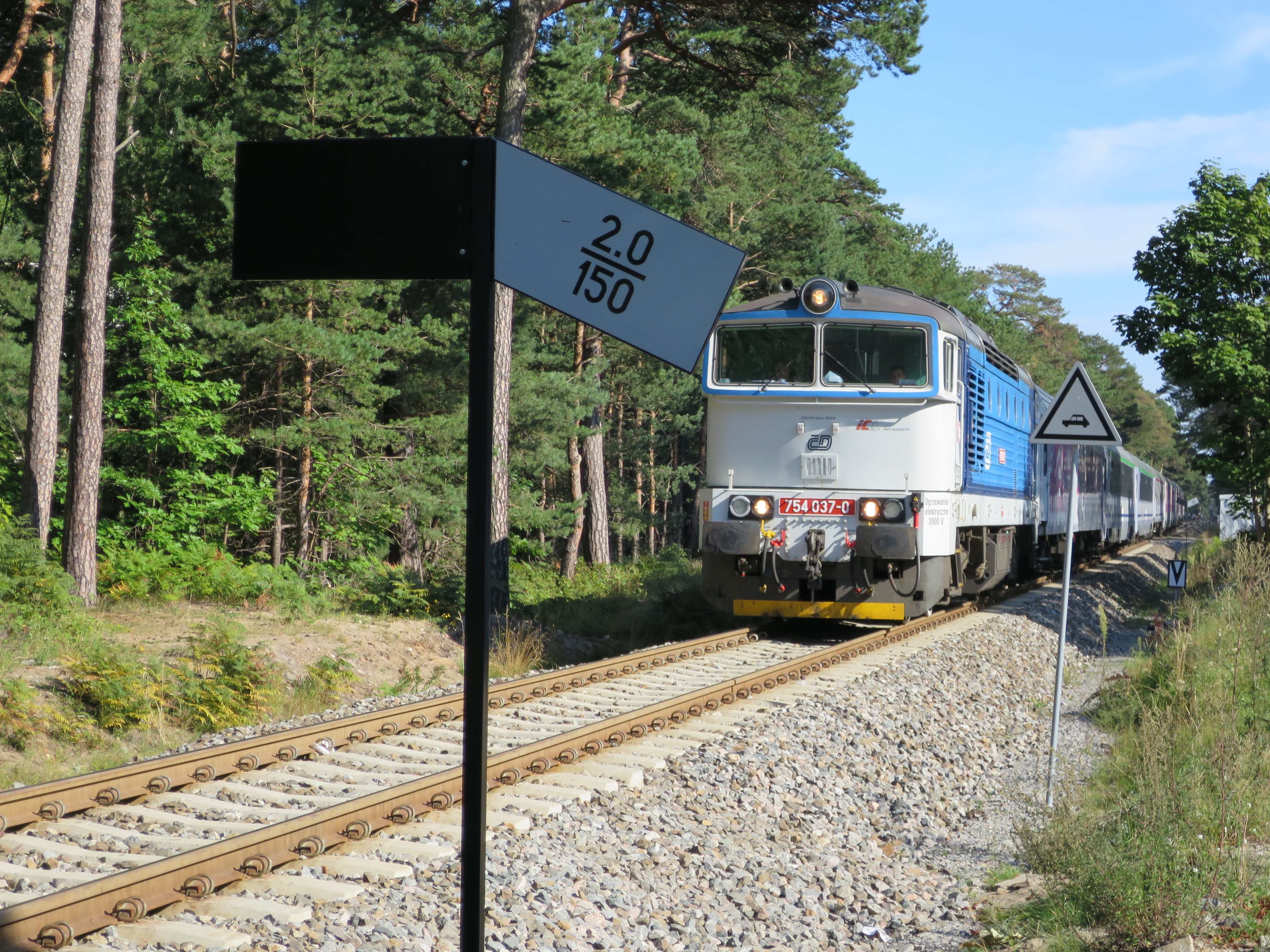
EIC Jantar z Helu do Warszawy Zachodniej

### Pociągi osobowe
Linią 213 jeżdżą pociągi osobowe w relacji Gdynia – Hel (i z powrotem) oraz Gdynia – Władysławowo (i z powrotem). W okresie letnim do Helu od kilku lat jest przedłużany pociąg przyspieszony regio Tur Gdynia – Chojnice prowadzony przez całą swoją trasę lokomotywą spalinową.
Ze względu na duży ruch turystyczny w sezonie letnim oraz zdecydowanie mniejszy poza sezonem dla linii publikowane były dwie tablice w rozkładzie jazdy. Od 2005 do obsługi połączeń lokalnych pomiędzy Gdynią a Helem zaczęto stosować szynobusy i spalinowe zespoły trakcyjne. Od 2010 są to przypisane do tej linii (oraz do trasy Kościerzyna – Gdynia – Kościerzyna) spalinowe zespoły trakcyjne SA137 i SA138.
W sezonie letnim z powodu wzmożonego ruchu przewozy są obsługiwane składami klasycznymi z wagonami piętrowymi. SZT łączy się wówczas w dłuższe składy często z wagonem doczepnym w środku.

### Pociągi dalekobieżne
Pociągi dalekobieżne jeżdżą linią kolejową nr 213 tylko w czasie wakacji letnich ze względu na napływ turystów na Mierzeję Helską. Wówczas na tej trasie jeżdżą zarówno pociągi pospieszne (TLK), jak i ekspresowe (EIC). Pociągi te ze względu na brak elektryfikacji są prowadzone lokomotywami spalinowymi.